# Trăiască Regele
Trăiască Regele (do romeno: Vida Longa ao Rei), também conhecido como Imnul Regal (Hino Real), foi o hino nacional da Romênia entre 1884 e 1948.
O hino é uma derivação do primeiro hino romeno, a peça Marş triumfal escrita por Eduard Hübsch. No ano de 1881, em ocasião da coroação do rei Carlos I, o poeta Vasile Alecsandri escreveu o texto Imnului regal român (Hino real romeno), popularmente conhecido como Trăiască Regele. O hino foi tocado na Romênia em caráter oficial pela primeira vez em 1884, durante a coroção de Carlos I.

## Letra
| Em romeno | Tradução em português |
| --- | --- |
| I Trăiască Regele În pace și onor De țară iubitor Și-apărător de țară. Fie Domn glorios Fie peste noi, Fie-n veci norocos În război, război. Cor: O! Doamne Sfinte, Ceresc părinte, Susține cu a Ta mână Coroana Română! II Trăiască Patria Cât soarele ceresc, Rai vesel pământesc Cu mare, falnic nume. Fie-n veci el ferit De nevoi, Fie-n veci locuit De eroi, eroi. Cor: O! Doamne Sfinte, Ceresc părinte, Întinde a Ta mână Pe Țara Română! | I Vida longa ao rei Em paz e honra Amante da pátria E defensor da nação. Seja um Senhor glorioso Seja sobre nós, Seja eternamente afortunado Na guerra, guerra. Coro: Oh! Santo Deus, Pai Celestial, Sustente com Tua mão A Coroa Romena! II Vida longa à Pátria Enquanto o sol brilhar, Paraíso alegre terrestre Com um nome grandioso e imponente. Seja eternamente protegida Das necessidades, Seja eternamente habitada Por heróis, heróis. Coro: Oh! Santo Deus, Pai Celestial, Estenda Tua mão Sobre a Terra Romena! |